# Stolephorus indicus
Stolephorus indicus is een straalvinnige vis uit de familie van de ansjovissen (Engraulidae) en behoort derhalve tot de orde van haringachtigen (Clupeiformes). De vis kan een lengte bereiken van 15 centimeter.

## Leefomgeving
De soort komt in zeewater en brak water voor. De vis prefereert een tropisch klimaat en komt voor in de Grote en Indische Oceaan, op dieptes tussen 20 en 50 meter.

## Relatie tot de mens
Stolephorus indicus is voor de visserij van beperkt commercieel belang. In de hengelsport wordt er weinig op de vis gejaagd.